# 中越邊境53號界碑

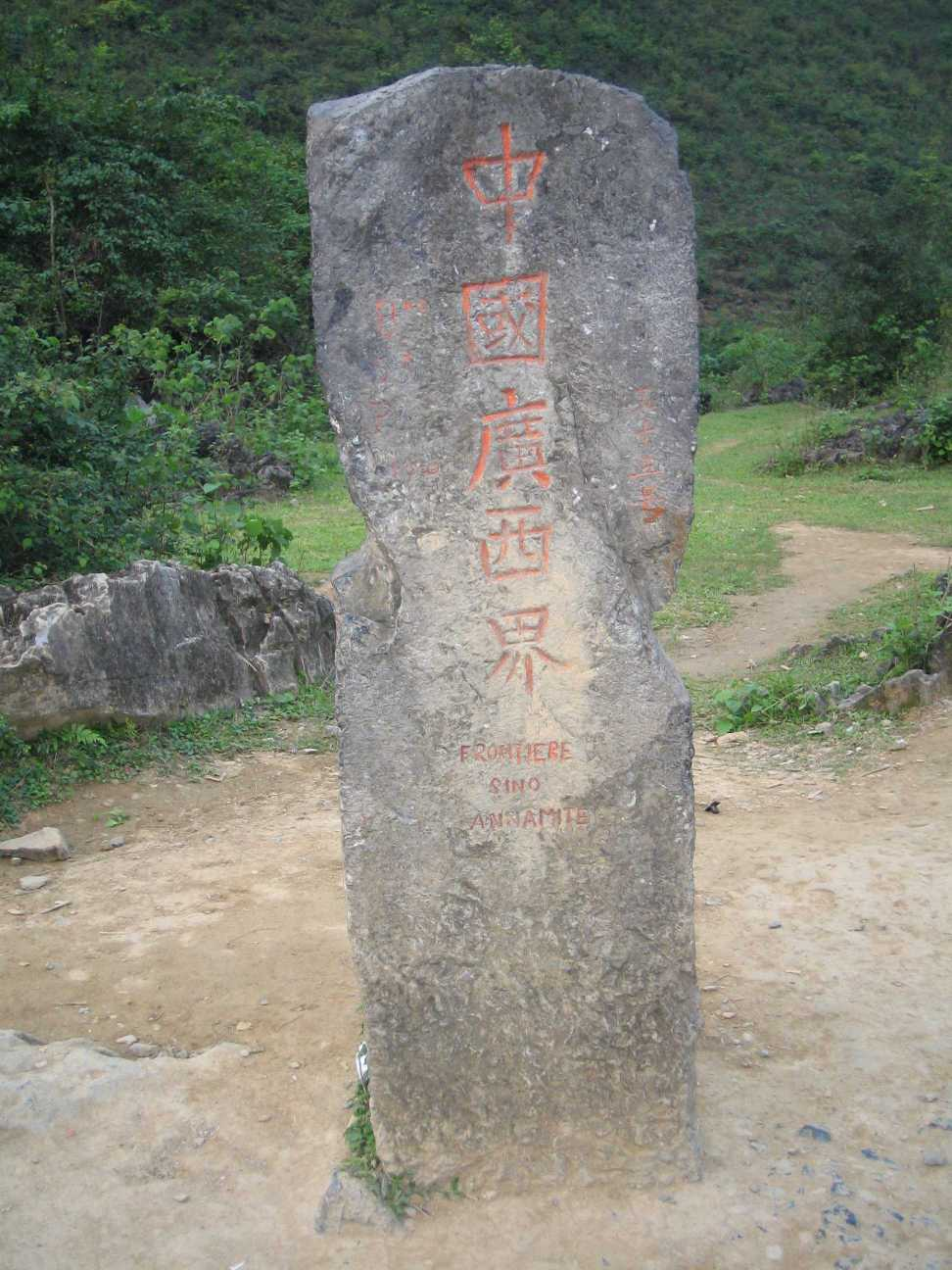
53號界碑

中越邊境53號界碑是中國和越南邊境的一座石碑，於清朝1896年所立，位於中國广西壮族自治区崇左市大新县德天瀑布旁德天山莊山峰以下，是用來衡定中國和越南之國界。該碑刻有中國廣西界五字，來往中越只須一秒，因該碑的左邊為中國，右邊為越南。此界碑为旧式界碑，界碑右手边有新立的中越界碑，分别刻有中越文字。